# 헤모필루스
헤모필루스(Haemophilus)는 파스퇴렐라과에 속하는 그람 음성균의 한 속으로, 형태는 다형태의 구간균이다. 헤모필루스속에 속하는 세균은 일반적으로 크기가 작은 구간균인데, 간혹 나타나는 다양한 모양으로 인해 다형태균으로 분류된다. 상기도, 입, 질, 창자의 점막에 분포하고 있다. 헤모필루스속에는 여러 편리 공생균과 함께 몇몇 중요한 병원균이 속해 있다. 헤모필루스속의 병원균에는 소아 패혈증과 세균성 수막염의 원인인 헤모필루스 인플루엔자(Haemophilus influenzae)와 연성하감의 원인균인 헤모필루스 듀크레이(Haemophilus ducreyi)가 있다. 모든 헤모필루스 세균들은 호기성이거나 조건혐기성이다. 한편 침 마이크로바이옴의 일부로도 알려져 있다.

## 대사
헤모필루스속의 구성원들은 혈액 한천배지에서 성장하지 못하는데, 모든 종들이 헤민(X인자)과 니코틴아마이드 아데닌 다이뉴클레오타이드(V인자) 중 적어도 하나를 성장에 필요로 하기 때문이다. 이 세균들은 호흡에 필요한 사이토크롬 시스템의 중요한 부분을 합성하지 못하며, 따라서 이 물질들을 혈액 내 헤모글로빈의 헴 조각인 X인자에서 얻는다. 또한 배양 배지에는 V인자로도 알려진 보조인자인 니코틴아마이드 아데닌 다이뉴클레오타이드(NAD+나 NADP+ 어느 쪽에서든)가 들어가야 한다. 임상검사실은 동정된 세균을 헤모필루스의 종으로 식별하기 위해 X인자와 V인자를 필요로 하는지 여부에 대해 검사한다.
초콜릿 한천배지는 X인자와 V인자를 세균이 이용할 수 있게 하므로 완벽한 헤모필루스 세균의 배양 배지이다.
| 균주                | X인자 필요 | V인자 필요 | 혈액 한천배지나 토끼 혈액에서의 용혈 |
| ------------------- | ---------- | ---------- | ------------------------------------ |
| H. aegyptius        | +          | +          | –                                    |
| H. ducreyi          | +          | –          | –                                    |
| H. influenzae       | +          | +          | –                                    |
| H. haemolyticus     | +          | +          | +                                    |
| H. parainfluenzae   | –          | +          | –                                    |
| H. parahaemolyticus | –          | +          | +                                    |